# Бывшие (сериал, Россия)
«Бы́вшие» — российский драматический телесериал видеосервиса «START».
Премьерный показ первого сезона состоялся на видеосервисе «START» в 2018 году. В июне 2018 года сериал был показан по Первому каналу. Второй сезон вышел на видеосервисе «START» 31 октября 2019 года.
Телевизионная премьера второго сезона состоялась на ТНТ в апреле 2020 года.
Съёмки третьего сезона стартовали 8 сентября в Москве. Премьера третьего сезона состоялась на видеосервисе «START» 21 января 2021 года.
Заключительная серия вышла на видеосервисе «START» 11 марта 2021 года.
В августе 2022 года объявлено о съёмках полнометражного продолжения сериала под названием «Бывшие. Happy End».
В декабре 2022 года онлайн-сервис START официально анонсировали спин-офф сериала с Полиной Гагариной в главной роли (сериал. Премьера сериала «Красные линии» состоялась на онлайн-кинотеатре «START» 16 мая 2024 года.

## Сюжет
Яна и Илья встречаются в реабилитационной клинике. Она — дочь влиятельного отца и погрязла в собственных пороках. Роскошная жизнь заканчивается, когда родители узнают, что Яна пристрастилась к наркотикам, и отправляют её на лечение. Он — психолог-консультант, бывший алкоголик, который помогает другим избавиться от зависимости. Она живёт одним днем. Он планирует свадьбу и долгую жизнь. Она привыкла к тому, что её считают избалованной девочкой, выбрасывающей папины деньги на ветер. И только он искренне понимает и жалеет своего нового пациента.

## Актёры и персонажи

### В главных ролях
| Актёр             | Роль                                                        |
| ----------------- | ----------------------------------------------------------- |
| Любовь Аксёнова   | Яна Миронова                                                |
| Денис Шведов      | Илья Русаков                                                |
| Григорий Чабан    | Андрей Русаков, брат Ильи                                   |
| Татьяна Волкова   | Ольга, жена Ильи                                            |
| Виталий Хаев      | Александр Борисович Миронов, отец Яны, глава «Росмеда»      |
| Наталья Рогожкина | Ирина Михайловна Миронова, мать Яны                         |
| Софья Лебедева    | Рита Волкова, подруга Яны и любовница Александра Борисовича |
| Полина Гагарина   | Елена Бёрн (тётя Лена), писательница                        |

### В ролях
| Актёр                 | Роль                                                |
| --------------------- | --------------------------------------------------- |
| Владимир Жеребцов     | Дима Кротов, бывший муж Ольги                       |
| Анатолий Журавлёв     | Кирилл Лобов, бизнесмен, поклонник/муж Яны          |
| Павел Ворожцов        | Константин Решетников, теннисист, пациент клиники   |
| Софья Урицкая         | Тома, бывшая алкоголичка                            |
| Сергей Галахов        | Глеб, наркодилер                                    |
| Сергей Ланбамин       | Виктор Куровский, реставратор, любовник матери Яны  |
| Константин Адаев      | Валера, охранник Миронова                           |
| Леонид Громов         | Константин Евгеньевич Григорович, директор клиники  |
| Сахат Дурсунов        | Малик, криминальный авторитет                       |
| Дарья Белоусова       | Галина Петровна, мать Ольги                         |
| Марина Орёл           | Настя, подруга Оли и психолог в клинике             |
| Владимир Стеклов      | Сергей Алексеевич, начальник Александра Борисовича  |
| Любовь Германова      | Алёна Розова, актриса, пациентка клиники            |
| Ольга Лапшина         | Галина, алкоголичка, пациентка клиники              |
| Василий Кортуков      | Николай, алкоголик, пациент клиники                 |
| Даниил Вахрушев       | Егор, пациент клиники                               |
| Петар Зекавица        | Максим Громов, модный адвокат                       |
| Евгений Сытый         | хозяин автоцентра                                   |
| Дмитрий Куличков      | Антон, сотрудник ФСБ, пациент клиники               |
| Александр Соколовский | Евгений Кучмин, частный детектив                    |
| Дарья Болотова        | Валя Гагарина (Космонавт), наркоманка и проститутка |
| Эра Зиганшина         | Нина Егоровна Лобова, мать Кирилла                  |

## Список сезонов
| Сезон | Сезон | Серии | Период трансляции            |
| ----- | ----- | ----- | ---------------------------- |
|       | 1     | 8     | 4 — 7 июня 2018              |
|       | 2     | 8     | 31 октября — 19 декабря 2019 |
|       | 3     | 8     | 21 января — 11 марта 2021    |

### Сезон 1
| № серии | Описание серии | Дата премьеры |
| ------- | --- | ------------- |
| 1       | Состоятельные родители Яны Мироновой узнали, что их дочь пристрастилась к наркотикам. В реабилитационном центре девушка знакомится с психологом Ильей. Не привыкшая следовать правилам, она сразу противостоит ему. Илья искренне пытается помочь…                                                                           | 4 июня 2018   |
| 2       | После реабилитации Яна продолжает жить прежней жизнью. Она навещает своего старого друга вместе с Костей, известным теннисистом, с которым она познакомилась в реабилитационной клинике. На вечеринке Костя внезапно умирает от передозировки наркотиков. Яна напугана и не знает, что делать, поэтому просит Илью о помощи. | 4 июня 2018   |
| 3       | После истории с Костей Яна сбегает из-под домашнего ареста. Она встречает брата Ильи Андрея, который влюбляется в неё. Миронов ищет свою дочь. На имя его дочери был открыт незаконный банковский счёт. Илья пытается разорвать отношения Яны с его братом, но ему тоже начинает нравиться девушка…                          | 5 июня 2018   |
| 4       | Яна отказывается подчиняться отцу и быть орудием в его махинациях. Миронов арестовывает Андрея и использует его для давления на дочь. Чтобы спасти брата, Илья принимает очень непростое для себя решение. Когда Яна узнает, что он сделал, она убегает от него.                                                             | 5 июня 2018   |
| 5       | Яна понимает, что жизнь Андрея в её руках, и принимает все условия отца. Миронов отпускает Андрея. Илья забывает о Яне и хочет начать жизнь заново. Он делает предложение своей девушке Ольге, с которой вместе работает в клинике. Желая заглушить свою боль от измены Ильи, Яна снова срывается…                           | 6 июня 2018   |
| 6       | Илья и Ольга готовятся к свадьбе. Андрей не может забыть Яну и признается ей в любви. Яна отвергает Андрея она любит Илью. Не в силах простить предательство брата, Андрей рассказывает Ольге об отношениях Яны и Ильи…. | 6 июня 2018   |
| 7       | Оказавшись на дне, Яна понимает, что ей нужна помощь, и возвращается в центр. Убедившись, что Яна пришла в клинику из-за Ильи, Ольга требует, чтобы тот не помогала ей. Однако Илья не может отказаться от помощи Яны. Ольга ревнует и подставляет свою «соперницу»…                                                         | 7 июня 2018   |
| 8       | Андрей оказывается втянутым в криминальную историю. Илья понимает, что это его вина, и не дает брату совершить роковой поступок. Миронов пытается исправить ситуацию, но, семья распадается. Яна не может забыть Илью… | 7 июня 2018   |

### Сезон 2
| № серии | Описание серии | Дата премьеры   |
| ------- | --- | --------------- |
| 1 (9)   | Яна живёт в квартире любовницы её отца и снова подсела на наркотики. Избавиться от зависимости было непросто, особенно с разбитым сердцем.                                             | 31 октября 2019 |
| 2 (10)  | Яна узнала, что любовник её матери сбежал с деньгами, которые она от него прятала. Яна хочет поймать мошенника вместе с Ильей, но согласится ли он снова ввязаться в опасную авантюру? | 31 октября 2019 |
| 3 (11)  | Ольга догадывается, что Илья до сих пор не может забыть Яну. Тем временем Рита возвращается в Москву, несмотря на совет Яны остаться в Италии.                                         | 7 ноября 2019   |
| 4 (12)  | Отец Яны попросил Яну подумать, чем бы она хотела заниматься. Яна просит его купить клинику вместе со всем персоналом, включая Илью.                                                   | 14 ноября 2019  |
| 5 (13)  | Кирилл не обращает внимания на угрозы отца и продолжает преследовать Яну. Кажется, что он гораздо опаснее, чем может показаться при их первой встрече.                                 | 28 ноября 2019  |
| 6 (14)  | На дне рождения Галины Петровны встречаются Илья и Дима, который дарит её машину. Илья понимает, что Дима по-прежнему хочет быть с Ольгой.                                             | 5 декабря 2019  |
| 7 (15)  | Ирина пристрастилась к алкоголю и хочет любыми способами отнять у мужа деньги. Она привлекает к бракоразводному процессу лучших юристов.                                               | 12 декабря 2019 |
| 8 (16)  | Александра Борисовича арестовывают. Яна узнает, что виновата её мать. Девушка понимает, что спасти отца может только она, и за это ей придется дорого заплатить.                       | 19 декабря 2019 |

### Сезон 3
| № серии | Описание серии | Дата премьеры   |
| ------- | --- | --------------- |
| 1 (17)  | Илья не работает и трезв уже 14 дней. Раньше он работал грузчиком, но был уволен после скандала с полицией. Отец Яны не смог найти работу, и ему было отказано в трёхлетнем условном сроке. Он живёт вместе с Ритой и их дочерью. Ирина снимает квартиру и живёт со своим любовником. У института есть долги, и ей пришлось продать свою дорогую машину. Она зовет бывшего мужа съездить за Яной и вернуть её домой. Илья знакомится начинает работать с Леной, писательницей. Она истеричка и алкоголичка, а Илью нанимают в издательство Лены. Илья провоцирует Лену на дороге, она ускоряется, и машина переворачивается, но оба остаются живы. | 21 января 2021  |
| 2 (18)  | Яна живёт в Кемерово и руководит группой для наркозависимых, её преследует нанятый матерью детектив. Он дает ей новый номер телефона и адрес, по которому Яна живёт с мужем. Кирилл взял фамилию жены и стал Мироновым. Родители летят в Кемерово, чтобы забрать Яну от мужа. Кирилл пригрозил Яне, что, если она уйдет от него, её отец немедленно сядет. Яна просит родителей уехать в Москву. Она не вернется в Москву и понимает, что будет дальше. | 28 января 2021  |
| 3 (19)  | Яна начинает искать Илью и звонит его брату. Она хочет знать, убрал ли он её из своей жизни. Илья проводит время с Леной, у них интимные отношения. Она и её издатели устраивают для него выступление и предлагают хороший контракт. Ирина предлагает бывшему мужу убить Кирилла, он отказывается. Тогда она делает это предложение детективу, который выследил его в Кемерово. Яна просит мужа прилететь в Москву к сестре и родителям. В конце концов он соглашается, и они летят туда на частном самолёте. | 4 февраля 2021  |
| 4 (20)  | Яна и Кирилл прилетели в Москву. Он уехал по делам, а Яна встретилась с Ильей, который ночевал в их доме. Он попал туда, разбив стекло. Радужная встреча между ними не удалась, они поссорились. Илья вернулся к Лене и подписал контракт на год, теперь он ходит к ней работать. Кирилл встретился с Ириной и позже передал ей деньги, часть которых Ира отдала наемному киллеру. Мужчина установил камеры в доме Кирилла и ведёт наблюдение. Валя-космонавт прилетела в Москву, Яна решила ей помочь, она поселила её в доме Кирилла. Яна дала Вале поспать и навестила отца. Саша понял, что Кирилл снова ударил Яну. Потом он сказал Рите и Яне, что пошёл гулять, а на самом деле пошёл к Кириллу и зарезал его ножом, киллер все это видит и говорит «спасибо». Валя тоже увидела лежащего с ножом в груди Кирилла, который тут же убежал. | 11 февраля 2021 |
| 5 (21)  | Яну была допрошена полицией и связалась со своим адвокатом, который говорит, что она тоже находится под подозрением. Ведь недавно Кирилл зарегистрировал на неё половину завода. Саша признается Ире, что убил Кирилла, а наемный детектив требует от неё три миллиона евро за видео, на котором видно, как Саша убивает Кирилла. Яна хочет найти и спрятать Валю. Рита выгоняет Сашу из дома. Она думает, что он изменил ей с бывшей женой. Илья разрешил брату продать квартиру. Он не хочет работать по контракту с Николаем, но Лена снова втягивает его в свои игры. | 18 февраля 2021 |
| 6 (22)  | Сашу похоронили, а Рита закатила истерику на похоронах. Илья приехал на похороны, Яна его пригласила. Однако примирения между ними не было. Яна сильно выпила на поминках отца. У Ирины хотят отобрать институт, но она зовет Риту на работу. Лена признается Илье, что Паша — её сын, а Николай — бывший муж, лишивший её родительских прав. Они прожили вместе 13 лет. Лена и Илья забрали Пашу, отец его постоянно бьет. Из Кемерово приезжает мать Кирилла, и велит Яне отказаться от наследства, угрожая ей. Илья отвел Пашу к брату. Рита звонит Ирине и сообщает ей, что беременна вторым ребёнком. Илья и Яна снова встретились. | 25 февраля 2021 |
| 7 (23)  | Илья провёл ночь с Яной, но между ними ничего не было. Лена забрала Пашу и вернула его отцу в обмен на издание книги и права на неё. Яна попросила у Вали документы, и Илья решил ей в этом помочь через брата. Лена снова начинает употреблять наркотики, зовет Илью поехать с ней в Париж. Мать Кирилла пришла к Ирине в институт и потребовала вернуть деньги, но Ирине удалось её обмануть. Яна позвонила адвокату и сказала, что хочет получить все наследство, которое ей причитается. Ирина вложила на счёт института приличную сумму денег, чтобы остаться руководителем. Валю Космонавта задержала полиция. Ирина планировала выдать ребёнка Риты за ребёнка Кирилла и Яны. Ведь Нина Егоровна ждет внука, так что она будет щедра к Мироновым. Яна обещает Вале, что не уйдёт и найдет хорошего адвоката. У Нины Егоровны появилась запись об убийстве Кирилла. | 4 марта 2021    |
| 8 (24)  | Яна знакомится с Леной, которая уезжает из города. Лена бросила наркотики, Яна снова употребила на пару с Ильей. Нина Егоровна знает, кто убил её сына. Она встретилась с Ириной и Яной. Ирина сообщила, что Яна беременна и хочет получить наследство сейчас, сумму в тридцать процентов. Она говорит, что не может ждать шесть месяцев. Мать Кирилла говорит ей, что если она не уедет, то ей конец. Яна признается, что не беременна, и просит Валю помочь ей, потому что она не убивала Кирилла. Затем она говорит, что подпишет все бумаги о лишении наследства. Лена забирает сына и просит Илью поехать с ней в Финляндию, но он отказывается. Лена сбивает бывшего мужа на своей машине, и он приходит к Илье выяснять отношения. Валю оправдывают, и она пришла к брату Ильи. Они убегают вместе. Яна и Илья «слетели с катушек» окончательно. Нина Егоровна выгнала Ирину из института и назначила другого ректора. Рита узнала правду, что Саша убил Кирилла. Илью арестовывают за нападение на Николая и требуют выплатить пять миллионов в качестве компенсации. В финале в группе встретились Илья, Валя и Яна. | 11 марта 2021   |